# ハリファクス (イングランド)
ハリファクス（Halifax）は、イングランド北部、ウェスト・ヨークシャーのタウンで、行政上はカルダーデイルに属し、その中心エリアを占めている。15世紀からイングランドの羊毛生産の中心地として知られてきた。タウン名は1091年の最初の記録に'Halyfax'と記述されていた。ドゥームズデイ・ブックには記述されなかったが、12世紀にはハリファクス教区の宗教上の中心となっていた。

## スポーツ
- ハリファックスRLFC
- FCハリファクス・タウン

## 出身人物
- クリストファー・ベイリー - ファッションデザイナー
- エド・シーラン - シンガーソングライター
- オリヴァー・スミティーズ - 遺伝学者
- ジョン・E・ウォーカー - 化学者
- ジョン・ロートン - ヴォーカリスト
- パディ・ケニー - サッカー選手
- トム・ベイリー - ミュージシャン 元トンプソン・ツインズのメンバー